# Bide (mythologie basque)
Pour les articles homonymes, voir Bide.
Bide est le mot basque désignant un chemin. Les êtres mythiques ont des chemins réservés, surtout dans le monde souterrain. Ce sont des chemins interdits à l'homme. La Dame mère qui est le soleil ainsi que l'autre Dame mère, la lune, ont leur chemin dans le sein de leur mère la terre.
Entre les Sierras d'Aralar et d'Aizkorri il y a des chemins souterrains qui sont empruntés par Mari et par d'autres génies. D'autres chemins existent également entre les gouffres d'Okina et d'Arantzazu, entre la caverne de Leitza à Sare et le village d'Etxalar, etc.
Nombreux sont ces types de chemins qui font communiquer de vieilles maisons avec des grottes et des gouffres du Pays basque.

## Étymologie
Bide signifie « chemin » en basque.